# 根室町
根室町（ねむろまち）は、かつて北海道根室郡にあった町。

## 沿革
- 1869年9月 - 開拓使の松本判官が属僚とともに移住民130人を率いて来住し、開拓使役所を根室に置く。和田地区が根室開拓使役所の管轄となる。
- 1875年 - 根室町区画が完成し、町名を定める。
- 1880年 - 戸長役場が置かれる。
- 1900年（明治33年）7月1日 - 北海道一級町村制施行により、根室郡本町・琴平町・弁天町・汐見町・千島町・鳴海町・有磯町・松ケ枝町・花咲町・弥栄町・梅ケ枝町・緑町・常盤町・弥生町・清隆町・平内町・光和町・定基町・松本町・根室町、花咲郡花咲村・友知村（一部）が合併し、根室郡根室町が成立。
- 1957年（昭和32年）8月1日 - 根室郡和田村と合併して市制施行し根室市となる。

## 行政

### 歴代首長
特記なき場合『根室・千島歴史人名事典』による。
根室戸長
| 代               | 氏名       | 就任                           | 退任                       | 備考     |
| 根室戸長         | 根室戸長   | 根室戸長                       | 根室戸長                   | 根室戸長 |
| ---------------- | ---------- | ------------------------------ | -------------------------- | -------- |
| 1                | 蛯子源之助 | 1872年6月3日（明治5年4月28日） |                            |          |
| 2                | 三浦嘉蔵   | 1875年（明治8年）              |                            |          |
| 3                | 不詳       |                                |                            |          |
| 根室町長（官選） |            |                                |                            |          |
|                  | 山本里介   | 1900年（明治33年）7月1日       | 1900年（明治33年）7月      | 事務取扱 |
|                  | 安達健三郎 | 1900年（明治33年）7月          | 1900年（明治33年）10月10日 | 事務取扱 |
| 1                | 山本里介   | 1900年（明治33年）10月10日     | 1903年（明治36年）11月4日  |          |
| 2                | 深尾龍三   | 1903年（明治36年）11月26日     | 1907年（明治40年）2月24日  |          |
| 3                | 小野戒三   | 1907年（明治40年）10月31日     | 1911年（明治44年）10月30日 |          |
| 4                | 坂牛祐直   | 1912年（明治45年）5月18日      | 1921年（大正10年）10月20日 |          |
| 5                | 本橋貞七   | 1922年（大正11年）2月6日       | 1930年（昭和5年）2月5日    |          |
| 6                | 安藤石典   | 1930年（昭和5年）8月1日        | 1936年（昭和11年）7月25日  |          |
| 7                | 松尾豊次   | 1936年（昭和11年）9月7日       | 1940年（昭和15年）9月6日   |          |
| 8                | 林利博     | 1940年（昭和15年）10月27日     | 1943年（昭和18年）3月19日  |          |
| 9                | 安藤石典   | 1943年（昭和18年）6月12日      | 1946年（昭和21年）11月7日  |          |
| 根室町長（公選） |            |                                |                            |          |
| 10               | 岸田利雄   | 1947年（昭和22年）4月7日       | 1951年（昭和26年）4月24日  |          |
| 11               | 富樫正神   | 1951年（昭和26年）5月8日       | 1957年（昭和32年）7月31日  |          |